# 리치먼드 부아치
리치먼드 이아돔 부아치(Richmond Yiadom Boakye, 아칸어 발음: /bʊɑːˈtʃiː/ buuah-CHEE, 1993년 1월 28일 ~ )는 가나 태생의 축구 선수이다. 현재 엑스트라클라사의 구르니크 자브제와 가나 축구 국가대표팀에서 스트라이커로 뛰고 있다.